# Metastelma burchellii
Metastelma burchellii är en oleanderväxtart som först beskrevs av William Jackson Hooker och Arn., och fick sitt nu gällande namn av Rapini. Metastelma burchellii ingår i släktet Metastelma och familjen oleanderväxter. Inga underarter finns listade i Catalogue of Life.